# صدر الدين القونوي
صدر الدين القونوي (1209م - 672 هـ/1274م) صوفي تركي، وأحد تلاميذ محي الدين بن عربي، له مؤلفات كثيرة أغلبها عن محي الدين بن عربي وقد بقيت بعض المخطوطات، من مؤلفاته: تبصرة المبتدئ وتذكرة المنتهي، فكوك النصوص في مستندات حكم الفصوص للشيخ الأكبر، التجليات، النفحات وغيرها.

## نشأته
هو محمد صدر الدين أبو المعالي بن إسحاق بن محمد بن يوسف بن على، الشهير بالقونوي، وكان أبوه اسحاق من أشراف السلاجقة، ولد القونوي في محافظة ملاطية في آناضول سنة 606 هـ - 1209م، نشأ صدر الدين في أسرة غنية تبدو عليه آثار الثراء، وكانت وفاته 672 هـ 1274م، وأوصى أن يدفن في الحارة الصالحية بجانب محي الدين بن عربي في دمشق، ولكن لم يتمكن ذلك.

## علاقته بابن عربي
عندما توفي أبوه حوالى 615 هـ وهو صغير، تزوجت أمه بأستاذه ابن عربي على ما يروى، وكان عمر القونوي يتراوح بين الحادية أو الثانية عشر حينما تتلمذ عليه وذهب معه إلى دمشق ولم يفارقه إلى أن توفى ابن عربي، ظل القونوي بعده في دمشق وشكل حلقة تدريسية لفترة ثم انتقل منها إلى حلب سنة 640 هـ / 1242م، ومنها خرج مسافراً إلى الحجاز لأداء فريضة الحج، ثم ذهب إلى مصر وظل بها مدة، والتقى بمصر بابن سبعين الذي كان يقول بوحدة الوجود.

## علاقته بجلال الدين الرومي
كانت تربطه بجلال الدين الرومي رابطة قوية، وأوصى الرومي بأن يصلى القونوي على جنازته بعد وفاته من بين علماء قونية.